# Juliette Courbet

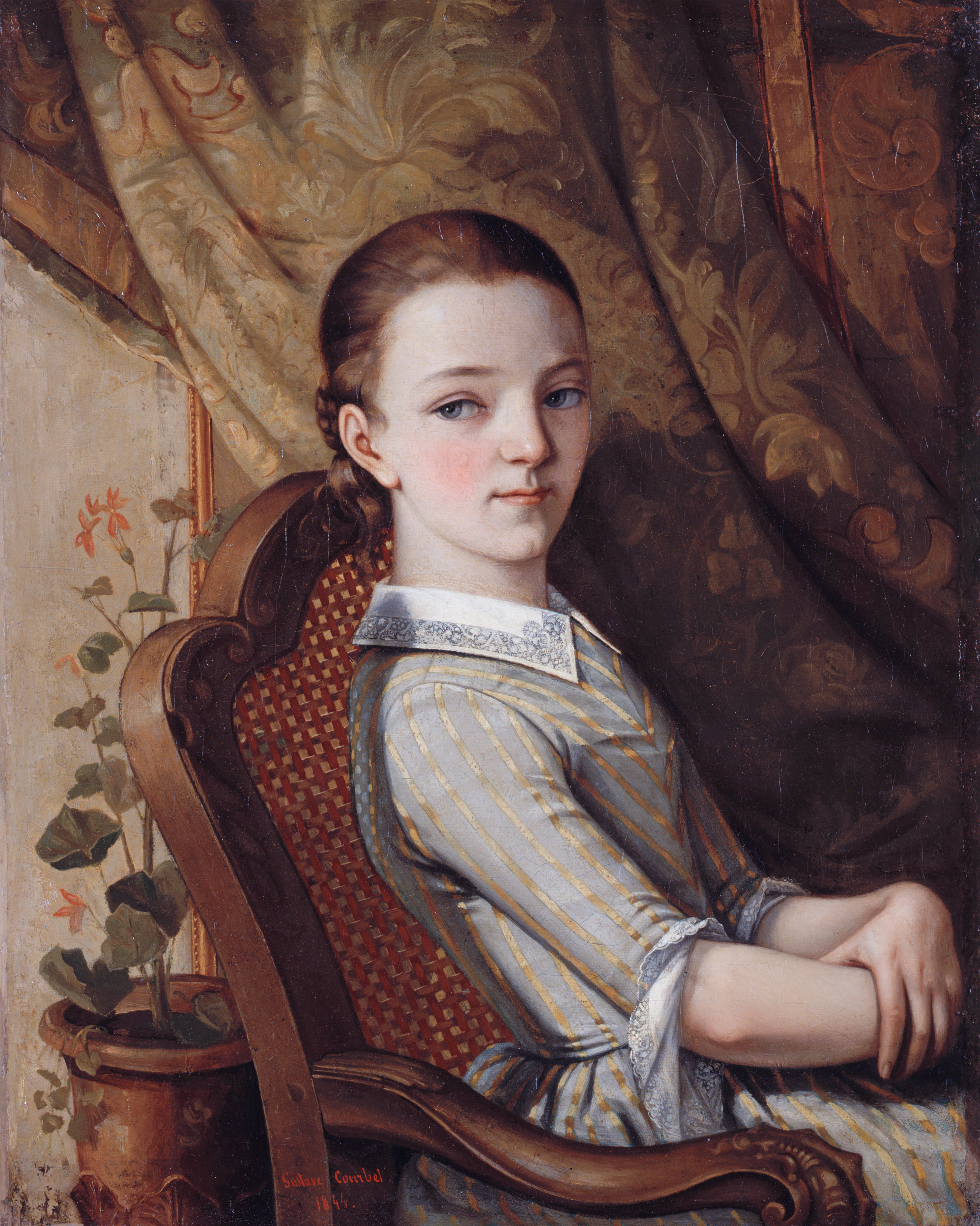
Gustave Courbet: Juliette Courbet, 1844

Juliette Courbet (* 14. Dezember 1831 in Ornans bei Besançon; † 13. März 1915 ebenda) war die jüngste Schwester und die Nachlassverwalterin des Künstlers Gustave Courbet.

## Die Schwester als Modell
Der französische Hauptmeister des Realismus in der Malerei Gustave Courbet hatte drei jüngere Schwestern, mit denen er in Ornans und Flagey aufwuchs. Die Jüngste, Juliette, hat er häufiger gemalt: 1839 halbfigurig im Profil als 8-Jährige, 1841 entstanden ein Porträt mit Buch sowie eine Bleistiftzeichnung der über einem Buch eingeschlafenen Juliette. 1844 malte er ein weiteres Porträt seiner kleinen Schwester. In einem Brief an seine Eltern schrieb er, dass er dieses bei der Jury des Salons von 1845 einreichen wolle, scherzhalber unter dem Titel „die Baroness von M.“, womit er, eventuell den Gesetzen des Marktes folgend, eine hochrangige Persönlichkeit als Auftraggeberin vortäuschen wollte. Das Gemälde wurde jedoch abgelehnt. 2020 wurde ein weiteres Kinderporträt der Schwester aus Privatbesitz für das Museum in Ornans erworben, das Gustave Courbets Monogramm sowie eine Widmung auf der Rückseite der Leinwand trägt: „An meine Schwester Juliette“. Es wird auf 1843/44 datiert. Auch bei weiteren Frauenporträts wie z. B. von 1873/74 und von 1874 wird die Dargestellte als Juliette identifiziert und es wird bei weiteren angenommen, dass Juliette dafür Modell saß.

## Die Schwester als Nachlassverwalterin
Juliette war nach Gustave Courbets Tod 1877 Alleinerbin des Malers und sie verließ erst nach dem Tod ihres Vaters 1882 als letztes Mitglied der Familie Ornans und Flagey, um in Paris zu leben. Doch blieb sie in Verbindung mit der Franche-Comté und finanzierte das Uhrwerk des Kirchturms von Flagey. Auf der Website des heutigen Museums in Flagey wird sie so zitiert: „Die Einwohner von Flagey liebe ich von ganzem Herzen… Und ich möchte, dass sie vom Vermögen meines Vaters, der sie vergötterte, profitieren.“ Im ehemaligen Bauernhaus in Flagey der Familie Courbet („La Ferme Courbet“), das Juliette erbte und 1901 verkaufte, befindet sich heute ein Museum für Courbet sowie das „Café de Juliette“ in Erinnerung an sie. Juliette Courbet hatte zu Lebzeiten oft davon gesprochen, dass sie ihm in Ornans ein Museum stiften wollte, dieses wurde jedoch erst lange nach ihrem Tod realisiert.
Alleinstehend und kinderlos verschenkte Juliette Courbet nach dem Ableben ihres Bruders mehrere Hauptwerke, die in seinem Atelier geblieben waren, an französische Museen: z. B. 1909 erhielt das Petit Palais auf diesem Wege sechs Werke, darunter Porträts von ihr, von der Schwester Zélie sowie vom Vater Régis Courbet. 1883 schenkte sie dem Louvre das „Begräbnis von Ornans“. Weitere Werke, die sich heute in Museen befinden, wie „L'Homme blessé“, wurden 1881 aber nach der Auflösung des Ateliers im Auktionshaus Hôtel Drouot versteigert. Das Gemälde „Le Chêne de Flagey“ hatte sie 1880 dem Bankier Henry C. Gibson verkauft. Als Verwalterin Courbets Nachlasses hob sie zwar all seine Zeichnungen auf, zerstörte aber fotografische Aktstudien aus seinem Besitz. 1901 wollte sie der Stadt Paris 40 Werke ihres Bruders schenken, jedoch an die Bedingung geknüpft, dass diese ihm dafür ein eigenes Museum widmen müsse.